# Vollpfosten
Der Ausdruck Vollpfosten ist in erster Linie ein Schimpfwort für eine Person, die sich durch besondere Dummheit auszeichnet. Man vermutet eine Bezugnahme auf die intellektuellen Fähigkeiten des Bezeichneten, die nicht größer seien als die eines stehenden Holzstücks.
In Bauberufen und im Handwerk wird der Begriff manchmal auch für Pfosten verwendet, die aus einem ganzen Stück bestehen. Das Gegenteil davon wäre der Hohlpfosten, welcher in seinem Inneren einen Hohlraum aufweist. Als Schimpfwort hat der (in dem Zusammenhang aber selten verwendete) Begriff dagegen die gleiche Bedeutung wie Vollpfosten. 
Der Duden hat das Wort 2013 aufgenommen. In einem Jugendsprachebuch kam es schon 2008 vor. 2012 erschienen ein Film und ein Jugendbuch mit dem Titel Vollpfosten hoch 2.
Der Fußball-Bundesligaspieler Arjen Robben (damals FC Bayern München) wurde 2011 vom DFB-Sportgericht für die Verwendung des Wortes gegenüber einem Schiedsrichter für zwei Spiele gesperrt und musste 15.000 € Geldstrafe zahlen.
Das ZDF-Satiremagazin heute-show verleiht in der Regel zum Jahresende den „Goldenen Vollpfosten“ als satirisch motivierten Negativpreis für besondere Dummheit. Preisträger waren unter anderem Winfried Kretschmann, Donald Trump, Sigmar Gabriel, Günther Oettinger, Björn Höcke und Andreas Scheuer (2019), aber auch Organisationen wie die Deutsche Bank oder Deutsche Bahn (2023) und Staaten wie die Schweiz und Großbritannien.